# Newport (País de Gales)
Newport (Casnewydd em galês) é uma cidade e uma Principal Area (uma subdivisão administrativa autônoma) do sul do País de Gales, no Reino Unido. Fica localizada às margens do Rio Usk, entre as cidades de Cardiff e Bristol.